# Église Sainte-Marie du Havre
 (novembre 2017).
L’église Sainte-Marie est une église située place Jean Le Brozec, dans le quartier Sainte-Marie et Saint-Léon au Havre.
Elle est reconstruite entre 1999 et 2000.

## Histoire

### La première église
La première église qui a donné son nom au quartier a été décidée dans les années 1830, à la suite de l'agrandissement de la ville du Havre. Construite sur un terrain donné par Nicolas Lefebvre et consacrée en 1839, elle est agrandie vers 1865 : seuls le chœur et les transepts sont reconstruits d'après les plans de l'architecte caennais Martial Pelfresne. Son souvenir est célébré par les projets de vitrail sur lesquels a travaillé le verrier Gaspard Gsell. Un clocher provisoire est construit vers 1908. Une nuit de juin 1941, une bombe tomba à l'intérieur du transept nord, ce qui fit éclater une partie des vitraux et endommagea des piliers de la voûte. Après la Seconde Guerre mondiale, l'édifice fut restauré et embelli, un orgue fut installé en 1987 provenant de l'ancienne église Saint-Léon détruite. Au cours des décennies suivantes, l'église est peu à peu laissée à l'abandon et c'est en 1997 qu'une démolition est décidée car des travaux de restauration auraient été trop onéreux.

### L'église duXXesiècle
La seconde église est inaugurée en l'an 2000, construite en béton sur un plan simple. Elle contient des vitraux de l'ancienne église détruite et une cloche en bronze.

## Description
L'ensemble de l'église est constitué de béton et de bois. Elle est de plan centré orienté vers le nord-est. Elle s'achève par un chevet en abside d'où la nef se déploie en forme d'éventail. Des annexes encadrent le chevet.
À l'extérieur, la façade est concave et percée en son centre d'une porte surmontée d'un auvent et d'un clocher formé de deux murs. Un muret, des baies, des lattes de bois et à nouveau des baies sont séparés verticalement par des colonnes encastrées dans la façade. 
Le chevet est formé de différents volumes et son abside est ajourée d'une baie en forme de croix.